# Kanal3
Kanal3 ist ein steirischer privater Fernsehsender, der im Jahr 1995 unter dem Namen WKK Lokal TV in der Weststeiermark auf Sendung ging. 2011 erfolgte die Umbenennung unter dem heutigen Namen. Kanal3 sendet im oberen Murtal, in Voitsberg, Knittelfeld, Leoben und Graz. Geplant ist weiters die Aufschaltung in der Oststeiermark.
Für diese Gebiete gibt bzw. wird es eigene regionale Fernsehsender geben, die stündlich Nachrichten senden. Diese werden wöchentlich produziert. Ein Videoarchiv aller Sendungen der letzten sechs Wochen steht auf der Website des Senders zur Verfügung. In der sendefreien Zeit wird Radio West übernommen.

## Empfang
Das Programm des Senders ist mit drei Veranstaltern in mehrere Lizenzbereiche segmentiert.
| Programm                       | Veranstalter                                    | Verbreitung/Sendeweg |
| ------------------------------ | ----------------------------------------------- | --- |
| Kanal3                         | AiNet Telekommunikations-Netzwerk Betriebs GmbH | terrestrisch digital über DVB-T (MUX C, Region Mur-Mürztal 1)                                                                                        |
| kanal3 (west und graz)         | Weststeirische Regionalfernseh GmbH             | Graz: Kabelnetz UPC Austria GmbH West: noch kein Eintrag West und Graz: terrestrisch digital über DVB-T (MUX C, Weststeiermark und Zentralraum Graz) |
| kanal3 (mmrf und mmrf - kabel) | Mur-Mürztal Regionalfernseh GmbH                | Kabelnetze Leoben und Trofaiach terrestrisch digital über DVB-T (MUX C, Region Mur-Mürztal 1)                                                        |